# Caribbean Queen
Caribbean Queen (No More Love on the Run) è un singolo di Billy Ocean, pubblicato nel 1984 ed estratto dall'album Suddenly.

## Il brano
Il brano è stato scritto da Keith Diamond e Billy Ocean e prodotto da Diamond.
La canzone ha vinto nell'ambito dei Grammy Awards 1985 il premio come "miglior interpretazione vocale R&B maschile" e questo ha permesso a Billy Ocean di diventare il primo artista di estrazione britannica a vincere in tale categoria.
Il brano ha avuto molto successo in Nord America, Europa e Oceania.
In Italia ed in altri paesi europei fu inciso con il titolo di European Queen e con la medesima differenza nel testo cantato mentre in Sudafrica ebbe il titolo di African Queen.